# X3: Konflikt terrański
X3: Konflikt terrański – symulator lotów kosmicznych stworzony przez niemiecką firmę Egosoft. Wydana jako oddzielna gra oparta na X3: Reunion, wnosi do rozgrywki nową fabułę, funkcje oraz lepsze rozwiązania. Po raz pierwszy gra została wydana w październiku 2008 roku na rynek europejski oraz Steam.

## Rozgrywka
X3: Konflikt terrański jest grą dla jednego gracza z widokiem pierwszej osoby, gdzie gracz steruje statkiem przemierzając kosmos. Cały wszechświat wypełniony jest stacjami kosmicznymi. Gra jest sandboxem, gdzie gracz ma pełną swobodę zwiedzania i wykonywania zadań, chyba że misja nakazuje inaczej. Podczas rozgrywki gracz ma możliwość spotkania innych ras i wchodzenie z nimi w interakcje. Niektóre rasy są wrogo nastawione i zmiana ich stosunku na przyjaźń nie jest możliwa. Każda rasa posiada swoje zaplecze militarne i  prowadzi między sobą oddzielne potyczki niezależne od gracza, ale w których gracz może wziąć udział za co zostaje nagrodzony podwyższeniem rangi bojowej oraz walutą.

## Walka
Walka może odbywać się od potyczek pojedynczych małych myśliwców kończąc na wielkich bitwach flot. Istnieje kilka typów broni dostępnych w grze, takich jak lasery wykorzystujące energię, amunicję na pociski, a także rakiety i miny. Każdy statek może używać wielu broni, zwykle ograniczony jest przez wykorzystywaną energię za pomocą której jest wystrzeliwany, a także rodzaj i wielkość statku.

## Budowanie
Gracz jest w stanie nabyć wielu typów obiektów, takich jak statki i fabryki. Statki mogą być pilotowane przez gracza albo przez zdalny system AI za pomocą którego można wydać im polecenia handlu lub walki.